# Miletina
Miletina – wieś w Bośni i Hercegowinie, w Federacji Bośni i Hercegowiny, w kantonie zachodniohercegowińskim, w mieście Ljubuški. W 2013 roku liczyła 376 mieszkańców, z czego większość stanowili Chorwaci.